# Panzergefecht bei Mzensk
Das Panzergefecht bei Mzensk (auch: Panzerschlacht bei Mzensk) war ein Gefecht am 6./7. Oktober 1941 zwischen deutschen und sowjetischen Panzern im Zweiten Weltkrieg, das maßgeblich durch die Überlegenheit des sowjetischen T-34 entschieden wurde.

## Das Gefecht
Während der Schlacht um Moskau erhielt die 2. Panzerarmee am 7. Oktober den Befehl „so früh wie möglich auf Tula“ durchzustoßen.  Die 4. Panzerdivision traf dabei auf die sowjetische 4. Panzerbrigade unter Führung von M.J. Katukow. Es entwickelte sich ein 2-tägiges Gefecht, in dem die deutsche Seite nach eigenen Aussagen durch die Überlegenheit der sowjetischen Panzer schwere Verluste erlitt und keinerlei Geländegewinne machen konnte. Nach einem Bericht des Kommandeurs der 4. Panzerdivision Willibald von Langermann und Erlencamp waren bis dahin die schweren sowjetischen Panzer nur vereinzelt aufgetreten und konnten durch Artillerie vertrieben oder in günstigen Fällen durch Artillerie vernichtet oder umgangen werden. Nun wurden sie erstmals in Massen eingesetzt. Der Panzerkommandant Leutnant Kukarin soll nach sowjetischen Angaben mit seinem Richtschützen I.T. Ljubischkin allein 16 deutsche Fahrzeuge vernichtet haben, davon 9 Panzer. Der Gegenangriff der 4. Panzerbrigade konnte erst durch das Artillerieregiment der 4. Panzerdivision gestoppt werden. Das ansonsten eher nüchtern gehaltene Kriegstagebuch der 4. Panzerdivision schildert, wie 2 Kanoniere in ihrer Not auf einen T-34 sprangen, dessen Sehschlitze mit Dreck verschmierten und mit einem Beil den Motor zerstörten. Zum Einsatz kam auch eine Gardewerferabteilung unter Befehl von Hauptmann Tschumak mit der damals neuartigen Katjuscha.
Der Panzerkommandant Hermann Bix der 6. Kompanie des Panzerregiments 35 schildert in seinem Kriegstagebuch die Kämpfe wie folgt:

„6. Oktober - Wir stoßen weiter vor in Richtung Mzensk. Auf Höhe des Ortes Woin schlägt uns heftiger Widerstand entgegen.
[…] Da sehe ich, wie etwa 600 Meter vor uns an der Bahnlinie entlang eine Panzerkolonne anrollt.[…]
Aber wir können, wir wollen es einfach nicht glauben: auch die bestplacierten Treffer prallen an der Panzerung ab! Die Besatzung reagiert nicht einmal, wenn wir stockvoll auf den Turm schießen. Die russischen Panzer rollen unbeirrt von unserem zornigen Feuerwerk weiter, direkt vor unserer Nase, in idealer Schußentfernung, unseren armen Kameraden an der Rollbahn entgegen. Und dann sehen wir, was wir bisher nicht für möglich hielten, wir sehen unsere Panzer kompanieweise zurücksetzen, kehrtmachen und mit Characho hinter der Höhe verschwinden. Auch Lekschat befiehlt, daß wir uns absetzen sollen, da unsere Verluste am rechten Flügel zu groß sind. Und wir schaffen mit unseren Kanonen diese Biester auch auf kürzeste Entfernung nicht, während sie uns seelenruhig und bequem auf 1000 Meter abschießen können. Es ist zum Weinen! - Oberst Eberbach, unser Regiments-Kommandeur, erkennt wohl gerade noch recht zeitig die gefährliche Situation. Er holt 8,8 Flak und 10 cm Feldgeschütze heran, die den Durchbruch der überlegenen Russenpanzer verhindern sollen, gegen die wir vollkommen machtlos sind. Wohl schießt die 8,8 Flak einen T 34 ab, aber dann erhält auch sie einen Volltreffer. Dem zweiten Geschütz geht es nicht besser. Allgemeine Ratlosigkeit greift um sich.“

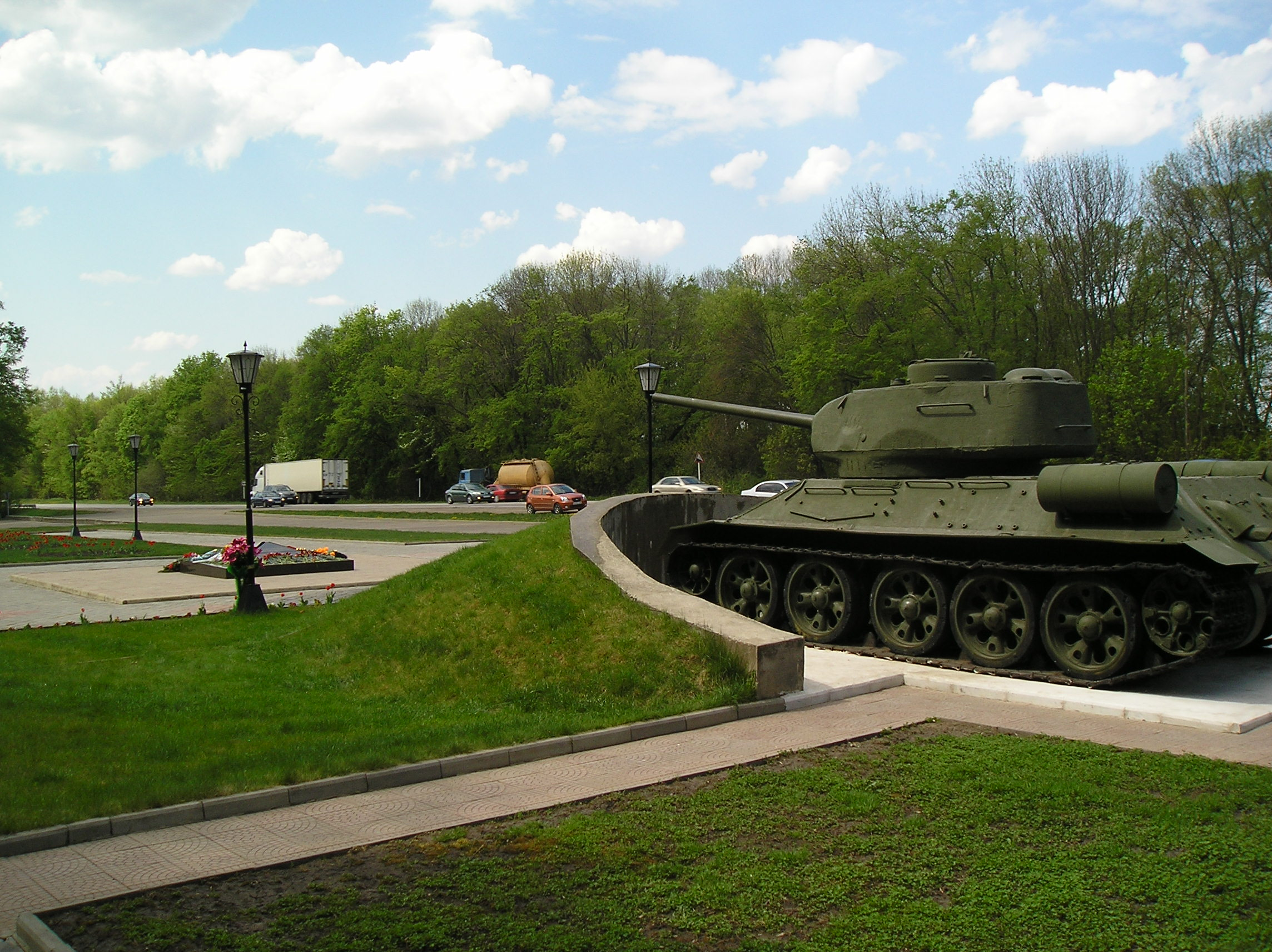
Denkmal für das Gefecht in Perwy Woin

Der Kommandierende der 5. Panzerbrigade Heinrich Eberbach schrieb nach dem Krieg:

„Aber vom 4. bis zum 7. Oktober, beim Vorgehen gegen Mzensk, stoßen unsere Panzer auf eine russische Panzer-Brigade, die ausschließlich mit schweren Kampfwagen T34 und KWI ausgerüstet ist. Diesen Stahlkolossen sind unsere Panzer III und IV hoffnungslos unterlegen. Die russischen Besatzungen sind hervorragend ausgebildet und werden gut geführt.
Der Panzerbrigade-Kommandeur muß seiner sieggewohnten Truppe zweimal den Befehl zum Absetzen geben, um sie vor der Vernichtung zu bewahren. Die eigenen Verluste sind hoch, die Stimmung ist gedrückt.“

Der Oberbefehlshaber der 2. Panzerarmee Heinz Guderian schrieb in seinen Erinnerungen:

„Die 4. Panzerdivision wurde südlich Mzensk von russischen Panzern angegriffen und erlebte böse Stunden. Zum ersten Male zeigte sich die Überlegenheit des russischen T 34 in krasser Form. Die Division hatte betrübliche Verluste. Der beabsichtigte rasche Vormarsch auf Tula mußte vorerst unterbleiben.“

Für ihre Leistungen wurde Katukows 4. Panzerbrigade in 1. Garde-Panzerbrigade umbenannt. Als in den weiteren Kämpfen um Mzensk immer mehr T-34 auftraten, forderte Guderian eine Kommission aus Vertretern des Heereswaffenamts, Rüstungsministeriums, der Panzerkonstrukteure und der panzerbauenden Firmen an, die an Ort und Stelle die Bedingungen für die Konstruktion neuer Panzer und Pak studieren sollte. Die Kommission traf am 20. November ein. Der Kommandeur des XXIV. Armeekorps zu dem die 4. Panzerdivision gehörte, Leo Geyr von Schweppenburg schrieb dazu nach dem Krieg:

„Die konstruktive Überlegenheit des sowjetischen Panzers wirkte sich damals dermaßen stark aus, daß der bekannte deutsche Konstrukteur Professor Porsche, eiligst auf das Schlachtfeld vor Tula gerufen und dort mit den erfahrensten deutschen Panzeroffizieren der kämpfenden Front zusammengebracht werden mußte.“

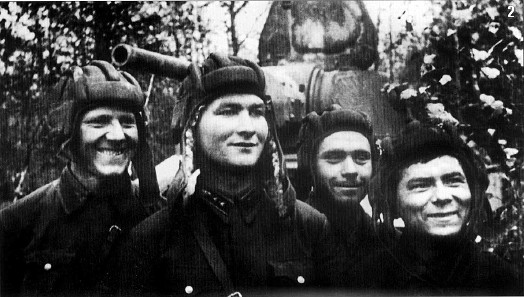
Panzerbesatzung der 4. Panzerbrigade im Oktober 1941

In der Beantwortung eines Fragebogens des OKH betreffs Erfahrungen im Ostfeldzug vom 12. März 1942, zählte die 4. Panzerdivision unter Punkt 36 „Besonders gutes russ. Gerät“ als erstes den T-34 auf und charakterisierte ihn mit den Worten:

„Russenpanzer T 34, 27 to, sehr breite Kette und deshalb hohe Geländegängigkeit, gute Watfähigkeit, überlegene Schnelligkeit, überlegene Panzerung durch schräge Flächen, ausgezeichneter Dieselmotor, überlegene Bewaffnung (7,62 cm Kanone mit hoher Durchschlagskraft und sehr guter Zieleinrichtung). Nachteil: Hoher Betriebsstoffverbrauch.“

Der Kommandeur der 4. Panzerdivision forderte in einem Bericht vom 22. Oktober 1941 den Nachbau des T-34 und den Einsatz einer Kompanie Beutefahrzeuge für jedes Regiment.